# Thomas Stephen Cullen
Thomas Stephen Cullen (20 novembre 1868 - 4 mars 1953) est un gynécologue et professeur canadien ayant travaillé à l'hôpital Johns-Hopkins. Il a laissé son nom au signe de Cullen.
Il est le pionnier de la pathologie gynécologique aux Etats-Unis.

## Biographie
Né à Bridgewater en Ontario au Canada, Thomas Stephen Cullen reçoit son diplôme de médecine en 1890 de l'Université de Toronto. L'année suivante, il rejoint l'hôpital Johns-Hopkins pour continuer sa formation sous la supervision de William Welch en pathologie, avant de devenir l'interne de Howard Kelly en gynécologie.
En 1893, Cullen part six mois en Allemagne pour étudier dans le laboratoire de pathologie de Johannes Orth à l'Université de Göttingen. A son retour et jusqu'en 1896, il est chargé de la pathologie gynécologique à Johns Hopkins et y établit son laboratoire de pathologie. L'année suivante, il est nommé associé en gynécologie puis professeur de gynécologie clinique en 1919 et enfin professeur de gynécologie en 1932.
Cullen est le premier en Amérique à examiner les tissus enlevés au bloc opératoire, utilisant un microscope pour établir des diagnostics.

## Travaux
Les travaux de Cullen portaient sur le cancer de l'utérus, les adénomyomes utérins, l'hyperplasie endométriale, les pathologies de l'ombilic, les fibromes utérins et les grossesses extra-utérines.
Il a décrit en 1918 le signe de Cullen : coloration bleutée de l'ombilic associée à un hémorragie intrapéritonéale, signant une pancréatite aiguë ou une grossesse extra-utérine,,.
Il est l'un des premiers chirurgien gynécologue moderne à avoir décrit de façon exacte les différents types d'atteinte de l'endométriose.

## Publications
- Pyometra in a cat, American veterinary review (1894)[5]
- Silkworm gut as a subcutaneous suture in closure of abdominal incisions. American journal of obstetrics (1897)[6]
- Cancer of the uterus: its pathology, symptomatology, diagnosis, and treatment : also the pathology of diseases of the endometrium (1900)[7]
- Adenomyoma of the Uterus (1908)[8]
- Embryology Anatomy and Diseases of the Umbilicus Together With Diseases of the Urachus (1916)[9]
- A new sign in ruptured extrauterine pregnancy, American journal of obstetrics and diseases of women and children (1918)[10]
- Bluish discolouration of the umbilicus as a diagnostic sign when ruptured extrauterine pregnancy exists, In: Contributions to Medical and Biological Research (1919)[11]